# توت فاين
زوليخة طاهر والمعروفة أيضًا باسم توت فاين (Toute Fine)، (من مواليد 15 أغسطس 1992، وهران) هي ناشطة نسوية جزائرية، وشاعرة، ومصورة فيديو. وهي طالبة دكتوراه.

## الأعمال
بدأت زوليخة طاهر الكتابة تحت الاسم المستعار "توت فاين" في 2015.
في 2017، اكتسبت جماعة توت فاين شهرة بفضل فيلم قصير اشتركت في إخراجه، يتناول الفيلم قضية التحرش. باهتمام كبير. تم عرض الفيلم في العديد من الفعاليات الثقافية.
في أكتوبر 2017، وبمساهمة من المعهد الفرنسي في وهران، قامت زوليخة طاهر بتحرير مجموعة شعرية.

### مجموعة أوال
زوليخة طاهر هي عضو ومؤسس مشارك لمجموعة أوال Awal أيكلمة والتي تتكون من زوليخة (توت فين) وسامية وصديق مع مشاركة متفاوتة من الموسيقيين والمغنين في مشاهد معينة، مثل عازفا الجيتار والمغنيين صبري فاروق وكامل حاجي. تتميز مشاهد المجموعة بتنوعها الغني جدا.

### مجموعة تاج ليريام
زوليخة طاهر هي أيضًا عضو ومؤسس مشارك لمجموعة "تاج ليريام Tej Leryem" أي تاج المرأة، تنشئ المجموعة معارض ولوحات وصور ومقاطع فيديو.

## روابط خارجية
- تنوع مجموعة أوال